# Evrim Akın
Evrim Akın (Ankara, 12 juni 1979) is een Turks actrice en presentatrice. 

## Carrière
Akın werd geboren in Ankara en studeerde in İzmir. In haar vroegere jaren verscheen ze verschillende keren in het praatprogramma İbo Show van İbrahim Tatlıses. Haar televisiedebuut als actrice was de rol van Çiçek in de televesieserie İmparator in 1998, ook geschreven en geregisseerd door İbrahim Tatlıses voor de televisiezender Show TV. Akın verkreeg vooral bekendheid in de serie Avrupa Yakası, waarin ze van 2004 tot 2006 Selin Yerebakan speelde. Van 2007 tot 2010 had ze de hoofdrol Nana, in de serie Bez Bebek. In 2008 begon ze als presentatrice te werken in het programma Koca Kafalar TV. Akın zette haar carrière als televisiepresentatrice voort met het wedstrijdprogramma Uzman Avı van TV8. Tussen 2011 en 2013 was ze een castlid in de serie Alemin Kıralı van ATV en speelde ze de rol van Jülide Mermercin. Vervolgens presenteerde ze het programma Ev Kuşu op Show TV. Ze diende toen als coach bij Piramit, een wedstrijdprogramma van Show TV. Tussen 2016 en 2019 presenteerde ze het kinderprogramma Çocuktan Al Haberi, ook op dezelfde zender. In 2019 voegde ze zich bij de cast van Güldür Güldür Show en begon ze het personage Özge te spelen.

## Filmografie
- MusicBrainz: 84c47c32-1bec-4bef-bc46-6368b74884b2